# غونزالو فارغاس
غونزالو فارغاس (بالإسبانية: Gonzalo Vargas)‏ (22 سبتمبر 1981 الأوروغواي - ) هو لاعب كرة قدم أوروغواني، يلعب كمهاجم.

## روابط خارجية
- غونزالو فارغاس على موقع رابطة كرة القدم الفرنسية للمحترفين (الإنجليزية)
- غونزالو فارغاس على موقع قاعدة بيانات كرة القدم.إي يو (الإنجليزية)
- غونزالو فارغاس على موقع بيانات كرة القدم. دي إي (الألمانية)
- غونزالو فارغاس على موقع ناشيونال فوتبول تيمز (الإنجليزية)
- غونزالو فارغاس على موقع Soccerway.com (الإنجليزية)
- غونزالو فارغاس على موقع عالم كرة القدم.نت (الإنجليزية)